# Phlegmariurus nyalamensis
Phlegmariurus nyalamensis är en lummerväxtart som först beskrevs av Ren Chang Ching och S. K. Wu, och fick sitt nu gällande namn av H. S. Kung och L.B. Zhang. Phlegmariurus nyalamensis ingår i släktet Phlegmariurus och familjen lummerväxter. Inga underarter finns listade i Catalogue of Life.